# Tom Buron
Tom Buron est un poète français né en 1992 à Évry.

## Biographie
Depuis 2014, il a collaboré à de nombreuses revues en France et en Belgique (Souffles, Rue Saint-Ambroise, Traversées, Le Cafard hérétique, FPM, Schnaps!).
Aux éditions MaelstrÖm, il publie Le Blues du 21e Siècle & Autres poèmes (2016), puis Nostaljukebox (2017), préfacé par le poète beat Jack Hirschman (en) et salué par Les Lettres françaises et le quotidien belge Le Soir. Jacques Bonnaffé en lit un extrait sur France Culture. 
En 2017, il préface Blossoms and Blood de Mark SaFranko (MurderSlim Press), qu'il accompagne sur sa tournée française à l'occasion de la parution de Léger Glissement vers le Blues, Éditions La Dragonne.
En mai 2021 paraît Marquis Minuit, (Le Castor Astral), sélectionné la même année pour le Prix Apollinaire Découverte.
Entre 2022 et 2024, il est volontaire auprès des Ukrainiens pendant la Guerre russo-ukrainienne,.

### Poésie
- Les cinquantièmes hurlants, Gallimard, coll. Blanche, 2025  (ISBN 978-2-0730717-4-3)
- La chambre et le barillet, Éditions L'Angle mort, 2023  (ISBN 978-2-9578277-5-6)[16]
- Marquis Minuit, Le Castor Astral, 2021  (ISBN 979-1-02780-289-0)
- Nadirs, MaelstrÖm Éditions, 2019  (ISBN 978-2-87505-333-6)
- Nostaljukebox, MaelstrÖm Éditions (collection Bookleg), 2017, préfacé par Jack Hirschman (en)  (ISBN 978-2-87505-280-3)
- Le Blues du 21e siècle & Autres poèmes, MaelstrÖm Éditions (collection Bookleg), 2016  (ISBN 978-2-87505-239-1)

### Traductions
- Prélude au Livre de Jade de David Park Barnitz, L’Angle Mort, 2019  (ISBN 978-2-9602174-5-2)
- 9 Poèmes de l'exaltation perdue (Lost Elation) de Joseph Ridgwell, L'Angle Mort, 2019  (ISBN 978-2-9602174-2-1)

### Anthologies et ouvrages collectifs
- Les mots de la musique, 222 musiciens du XXe siècle par 222 écrivains, ouvrage collectif dirigé par Franck Médioni, Fayard, 2024  (ISBN 9782213727554)
- Le nom du son, une anthologie jazz et poésie, ouvrage collectif dirigé par Tom Buron et Franck Médioni, Le Castor Astral, 2024  (ISBN 9791027803835)
- Mystère Monk, anthologie en hommage à Thelonious Monk dirigée par Franck Médioni, Éditions Seghers, 2022
- Là où dansent les éphémères, Le Castor Astral, 2022
- Le désir en nous comme un défi au monde, Le Castor Astral, 2021
- Nous, avec le poème comme seul courage, Le Castor Astral, 2020
- Génération Poésie Debout, Éditions Le Temps des Cerises, 2019
- zOOdiac Cosmosophies, MaelstrÖm Éditions, 2018
- Anthologie Poètes Sémaphoristes, Maison de la Poésie du Pays de Quimperlé, 2017
- L'Arcane de la Force, MaelstrÖm Éditions, 2017
- Dehors, recueil sans abri, Éditions de Janus (et Action Froid), 2016[17]

### Distinctions
- Finaliste du Prix Apollinaire Découverte 2021 pour Marquis Minuit[18]
- Finaliste du Prix CoPo 2022 pour Marquis Minuit[19]
- Finaliste du Prix Révélation poésie de la SGDL 2019 pour Nadirs[20],[21]